# Miloš Vystrčil
 Miloš Vystrčil (* 10. srpna 1960 Dačice) je český politik a pedagog, od února 2020 předseda Senátu Parlamentu České republiky, v letech 2016 až 2020 předseda Senátorského klubu ODS, od roku 2010 senátor za obvod č. 52 – Jihlava. Zároveň byl v letech 2014 až 2022 místopředsedou ODS, v letech 2004 až 2008 byl pak hejtmanem Kraje Vysočina a v letech 1998 až 2001 starostou města Telč.

## Vzdělání a profesionální kariéra
V roce 1978 dokončil Gymnázium Otokara Březiny v Telči. Poté vystudoval obor matematika-fyzika na Přírodovědecké fakultě Masarykovy univerzity v Brně. Po vojenské službě vyučoval na Gymnáziu Otokara Březiny, kde v letech 1992 až 1998 byl zástupcem ředitele. Od roku 2009 přednáší na Vysoké škole polytechnické v Jihlavě.

## Politická kariéra
Během sametové revoluce se podílel na založení místního sdružení Občanského fóra v Telči. V roce 1991 vstoupil do Občanské demokratické strany. Od roku 1998 do roku 2001 byl starostou města Telč. V letech 2000–2004 byl náměstkem hejtmana Kraje Vysočina.

### Hejtman Kraje Vysočina
V krajských volbách v roce 2004 byl lídrem kandidátky ODS v Kraji Vysočina. ODS zde zvítězila a Miloš Vystrčil byl zvolen krajským hejtmanem. Tuto funkci zastával do roku 2008. V krajských volbách v říjnu 2008 kandidoval za ODS na znovuzvolení, kandidátka ODS (21,01 % hlasů) však byla drtivě poražena ČSSD (39,87 % hlasů). Od roku 2010 zasedá v zastupitelstvu města Telč, přestože kandidoval až na 14. místě.

### Senátor za Jihlavu
Ve volbách 2010 se stal senátorem za obvod č. 52 – Jihlava, když v obou kolech porazil sociálního demokrata Vratislava Výborného. V druhém kole získal 59,4 % hlasů a stal se tak senátorem. Prohlásil však, že: „… Jenom mě mrzí trochu hořká skutečnost, že ČSSD má v horní komoře nadpoloviční většinu…“.

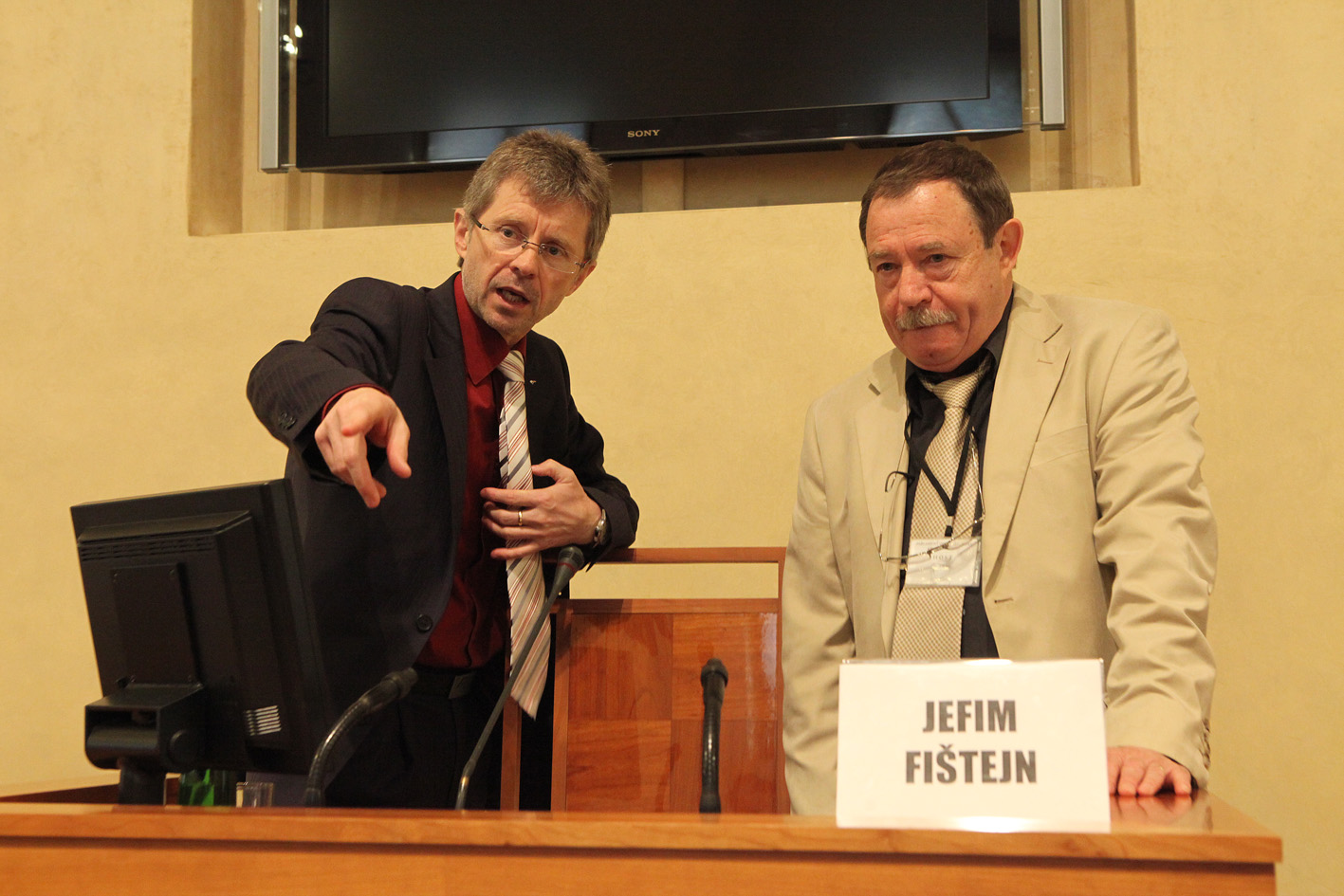
Miloš Vystrčil během konference o dalším směřování ÚSTR s novinářem Jefimem Fištejnem

Na 24. kongresu ODS 18. ledna 2014 byl ve druhém kole volby zvolen místopředsedou strany, když získal 310 hlasů od delegátů. V lednu 2016 obhájil na 27. kongresu ODS post místopředsedy strany, získal 306 hlasů od 463 delegátů (tj. 66 %). Také na 28. kongresu ODS v Ostravě v lednu 2018 tento post obhájil, stejně tak na 29. kongresu ODS v Praze v lednu 2020. Na 30. kongresu ODS v Praze v dubnu 2022 již funkci místopředsedy strany neobhajoval.
V komunálních volbách v roce 2014 obhájil za ODS post zastupitele města Telče. Původně byl na kandidátce na 10. místě, díky preferenčním hlasům však skončil první (strana získala 2 mandáty). V krajských volbách v roce 2016 obhájil za ODS mandát zastupitele Kraje Vysočina (na kandidátce figuroval na 8. místě, ale vlivem preferenčních hlasů skončil první).
Ve volbách do Senátu PČR v roce 2016 obhajoval za ODS v obvodu č. 52 – Jihlava mandát senátora. Podporovaly jej také SNK-ED, SsČR a STO. Se ziskem 25,71 % hlasů postoupil z prvního místa do druhého kola, v němž porazil se ziskem 53,37 % hlasů kandidáta KDU-ČSL Michala Stehlíka. Senátorem tak zůstal. Dne 8. listopadu 2016 se stal předsedou senátorského klubu ODS, v této funkci nahradil Jaroslava Kuberu.
V komunálních volbách v roce 2018 opět obhájil post zastupitele města Telč. Původně byl na kandidátce na 7. místě, díky preferenčním hlasům však skončil první.

#### Předseda Senátu
Po náhlém úmrtí Jaroslava Kubery byl dne 19. února 2020 zvolen předsedou Senátu PČR, když porazil kandidáta Klubu Starostové a nezávislí Jiřího Růžičku. Krom senátorského klubu ODS Vystrčila podpořili i senátoři KDU-ČSL, hnutí ANO, ČSSD a SEN 21. Senát po svém zvolení označil za ústavní pojistku, hlídače exekutivy a kotvou, která zajišťuje pevné postavení Česka.

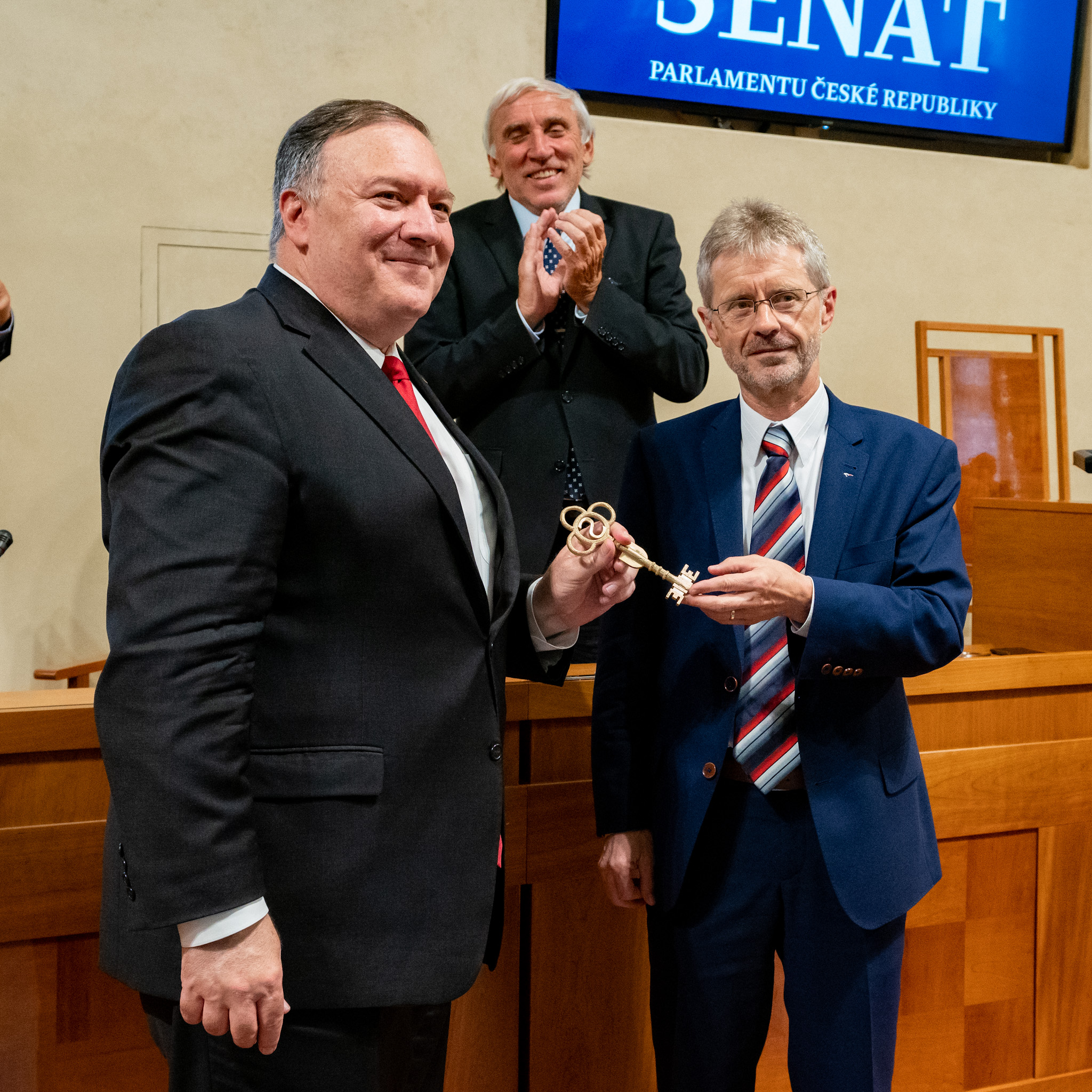
Americký ministr zahraničí Mike Pompeo obdržel od Vystrčila symbolický klíč od Senátu, 12. srpna 2020.

V srpnu 2020 v Senátu přivítal ministra zahraničí USA Mika Pompea, který si Senát Parlamentu České republiky vybral jako místo svého zásadního projevu během své návštěvy střední Evropy.
V krajských volbách v roce 2020 obhájil jako člen ODS mandát zastupitele Kraje Vysočina, a to na kandidátce subjektu „ODS a Starostové pro občany“. Původně figuroval na 31. místě, ale vlivem preferenčních hlasů skončil nakonec první. Dne 11. listopadu 2020 byl opět zvolen předsedou Senátu Parlamentu České republiky, když získal 73 ze 77 odevzdaných hlasů.
V červnu roku 2021 pozval do Česka lídryni běloruské demokratické opozice Svjatlanu Cichanouskou. Při této příležitosti jí označil za legitimní prezidentku Běloruska a Senát jí vzdal odpovídající pocty. Svjatlana Cichanouska během své návštěvy v Praze vystoupila mimo jiné na demonstraci na Staroměstském náměstí, svolané na její podporu, vystoupila rovněž v Senátu s projevem. Setkala se také s prezidentem Milošem Zemanem a premiérem Andrejem Babišem.
Během října roku 2021 se oficiálně dotázal Ústřední vojenské nemocnice v Praze na zdravotní stav prezidenta Miloše Zemana, který byl v tu dobu hospitalizován v této nemocnici a jeho kancelář odmítala sdělovat veřejnosti i politikům informace o jeho zdravotním stavu. Nemocnice Miloši Vystrčilovi oficiální cestou sdělila, že Miloš Zeman není schopen vykonávat pracovní povinnosti, Vystrčil proto jako předseda Senátu sdělil, že v případě nezlepšení prezidentova zdravotního stavu bude nutné přistoupit k aktivaci článku 66 Ústavy. Vzhledem ke zlepšení prezidentova stavu nakonec Vystrčil přípravy na aktivaci zmiňovaného článku o odebrání prezidentských pravomocí ukončil.

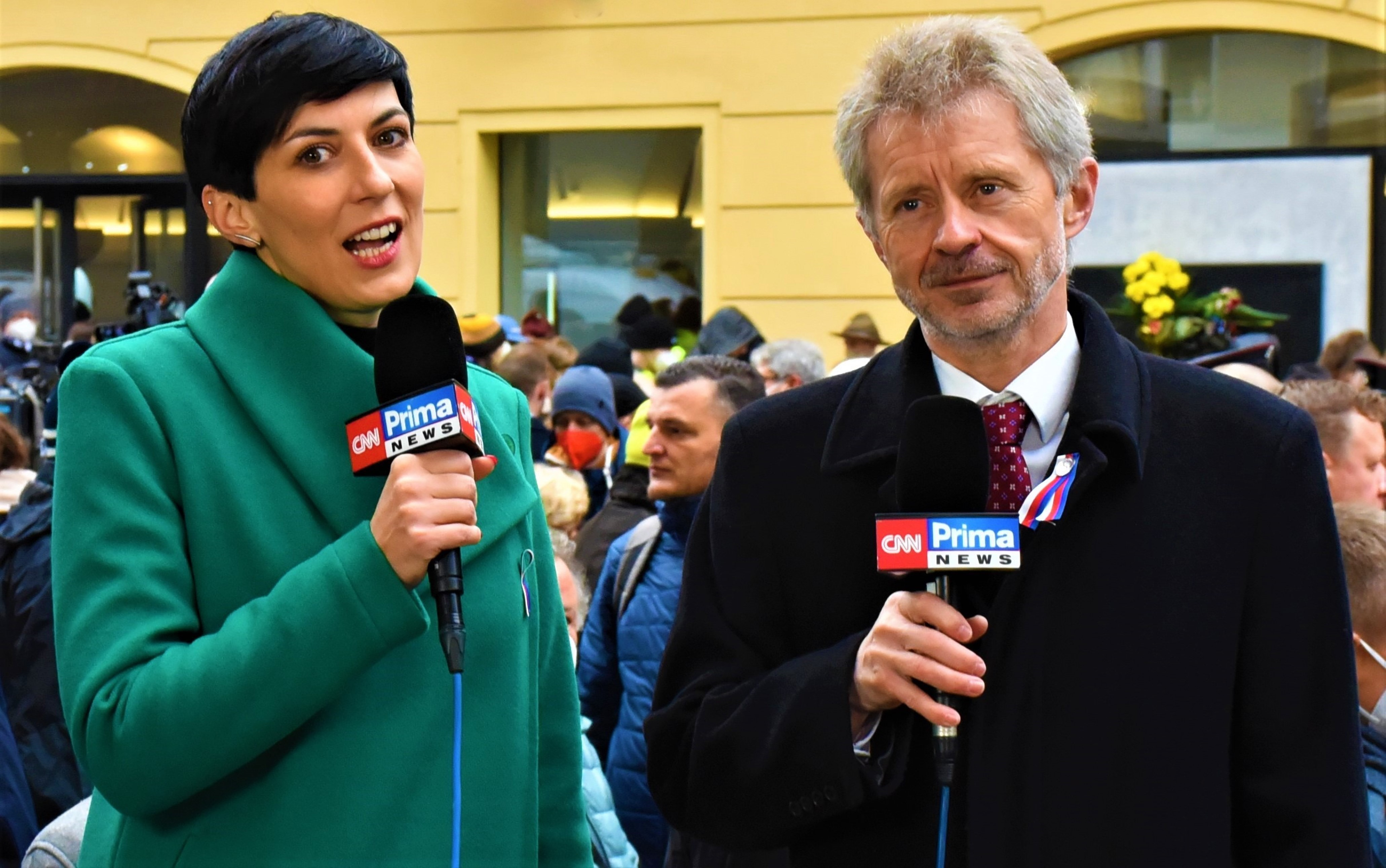
Předsedové obou komor českého Parlamentu, Markéta Pekarová Adamová (TOP 09) a Miloš Vystrčil (ODS) během společného rozhovoru pro CNN Prima News 17. listopadu 2021 v Praze

Během oslav výročí sametové revoluce pozval v listopadu 2021 do Prahy prezidentku Slovenska Zuzanu Čaputovou, kterou při této příležitosti vyznamenal Stříbrnou medailí předsedy Senátu.
Během roku 2020 a 2021 se začalo spekulovat o jeho možné prezidentské kandidatuře. Kandidaturu na prezidenta v roce 2023 zprvu nevyloučil, po změně strategie koalice SPOLU v říjnu 2022 a podpoře pro tři nezávislé kandidáty se však stala bezpředmětnou.
Ve volbách do Senátu PČR v roce 2022 obhájil za ODS v rámci koalice SPOLU (tj. ODS, KDU-ČSL a TOP 09) mandát senátora v obvodu č. 52 – Jihlava. V prvním kole vyhrál s podílem hlasů 45,62 %, a postoupil tak do druhého kola, v němž se utkal s kandidátkou hnutí ANO Janou Nagyovou. Ve druhém kole vyhrál poměrem hlasů 60,03 % : 39,96 %, a obhájil tak mandát senátora.
V komunálních volbách v roce 2022 kandidoval do zastupitelstva Telče z 11. místa kandidátky ODS. Vlivem preferenčních hlasů byl do zastupitelstva města zvolen.
Ve 13. funkčním období Senátu PČR byl jeho předsedou od 19. února 2020 do 15. října 2022, kdy mu vypršel šestiletý mandát senátora. Od 16. října 2022 až do 2. listopadu 2022 veškeré pravomoci předsedy vykonávala místopředsedkyně Senátu Jitka Seitlová.

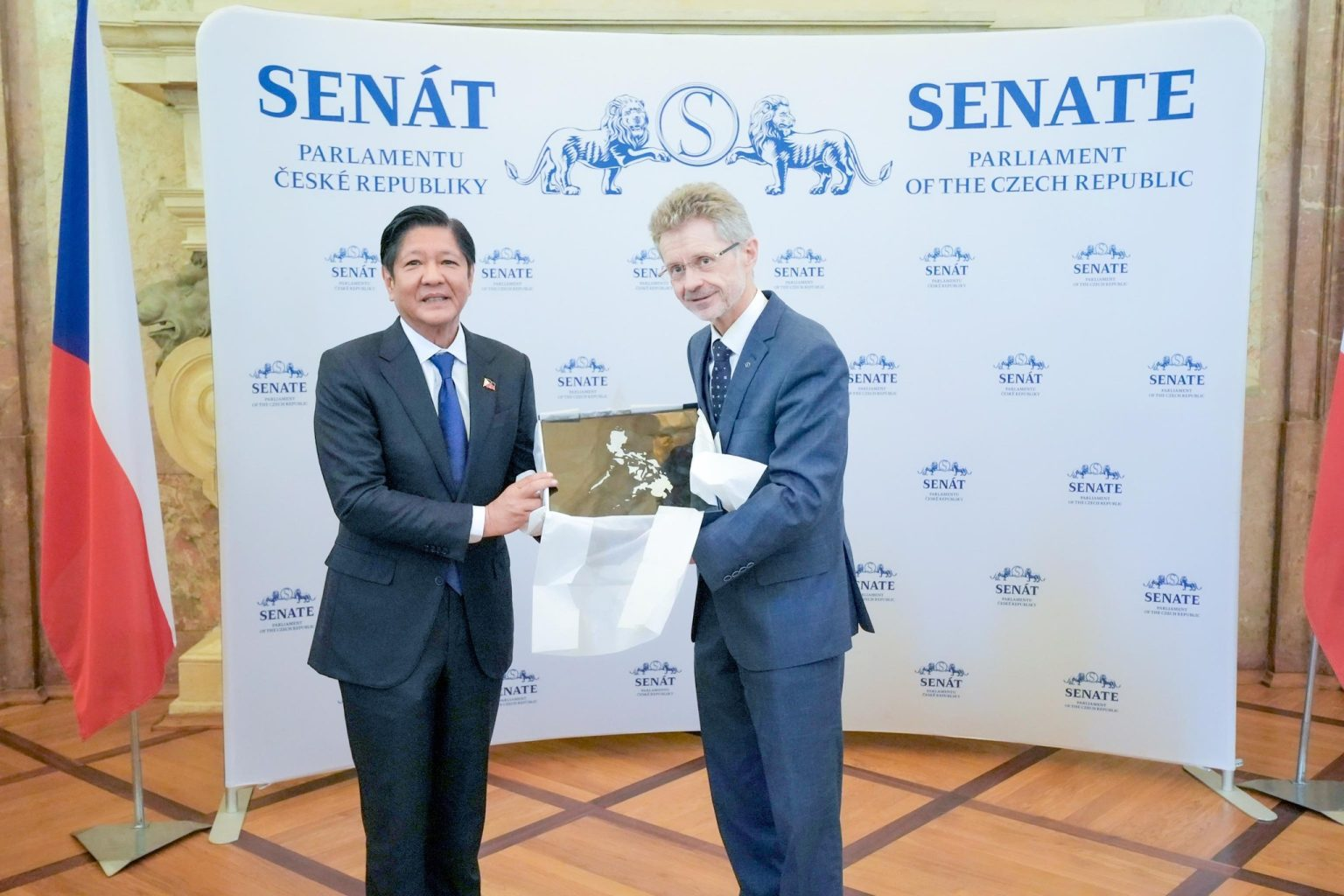
Vystrčil a filipínský prezident Bongbong Marcos 15. března 2024

Na 1. schůzi ve 14. funkčním období Senátu PČR byl Miloš Vystrčil znovu zvolen předsedou Senátu PČR na další dvouleté funkční období, když jakožto jediný kandidát obdržel 73 z 80 odevzdaných hlasů. Výsledek tajného hlasování oznámil předseda volební komise senátor Jan Tecl dne 2. listopadu 2022 v 11.08 hodin.
Dne 4. prosince 2023 přiletěl do Izraele, aby vyjádřil morální a politickou podporu Israeli v jeho válce s Hamásem.
V krajských volbách v roce 2024 obhajoval z pozice člena ODS mandát zastupitele Kraje Vysočina, a to na kandidátní listině subjektu „Společně se Starosty pro občany“ (tj. ODS, TOP 09 a STO). Původně figuroval na 26. místě, vlivem preferenčních hlasů však skončil druhý a mandát krajského zastupitele se mu tak podařilo obhájit. Dne 30. října 2024 byl opět zvolen předsedou Senátu PČR na další dvouleté funkční období, když jakožto jediný kandidát obdržel 62 ze 79 odevzdaných hlasů.

#### Cesta na Tchaj-wan

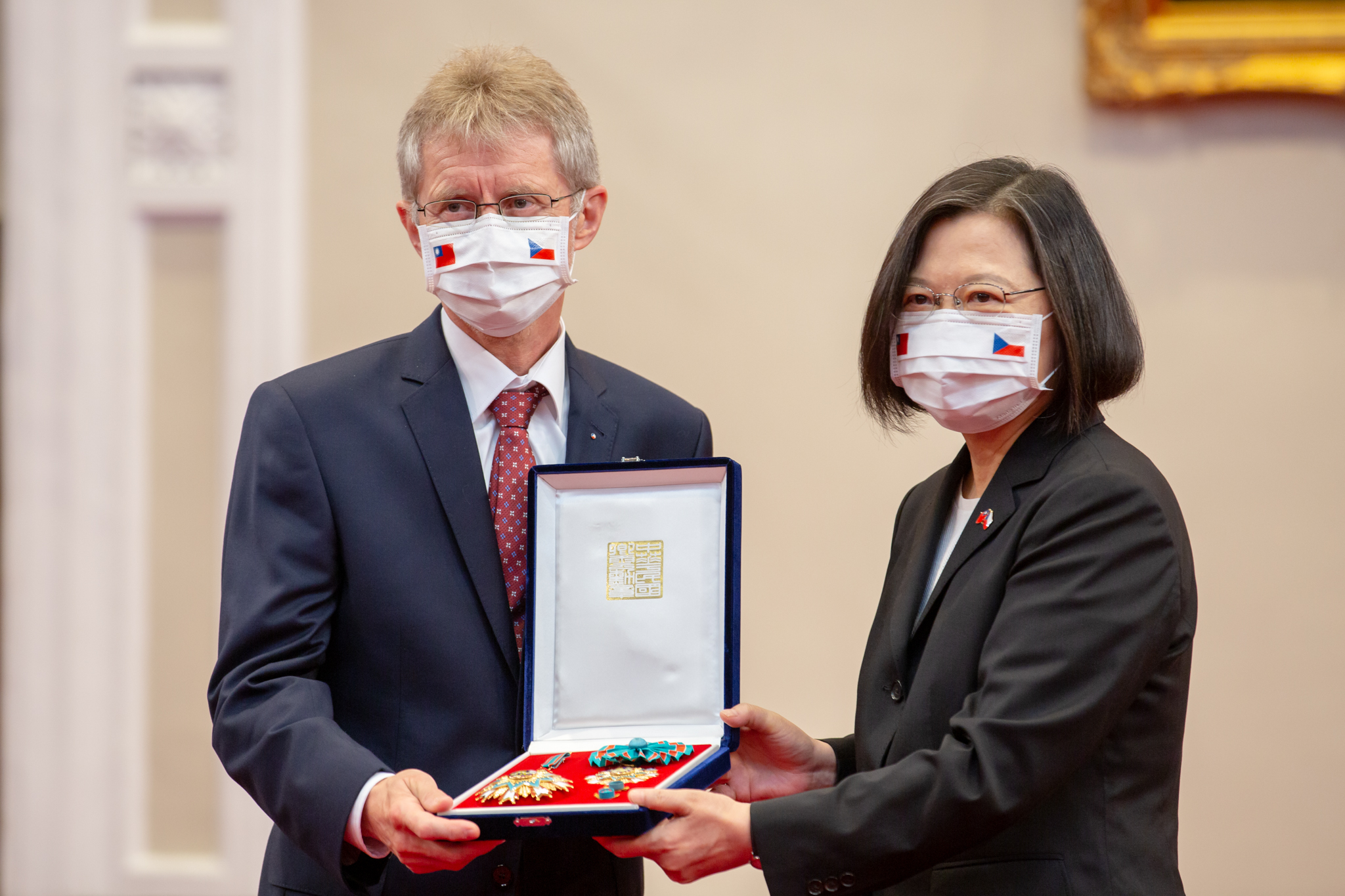
Miloš Vystrčil při předání řádu Příznivých oblaků Jaroslavu Kuberovi in memoriam od tchajwanské prezidentky Cchaj Jing-wen

V lednu 2020 oznámil, že zváží oficiální návštěvu Tchaj-wanu (záměr „zděděný“ po svém zemřelém předchůdci ve funkci Jaroslavu Kuberovi), což zaznamenala i zahraniční média. Definitivní rozhodnutí pro cestu padlo v červnu 2020. Čína považuje Vystrčilovu cestu na Tchaj-wan za otevřenou podporu separatistických sil, což pro ni představuje významný zákrok do čínské suverenity a teritoriální integrity státu, narušující politiku jedné Číny. Vystrčila před cestou na Tchaj-wan varoval také ministr zahraničí Tomáš Petříček. Vystrčil hájil svou cestu tím, že se nehodlá hrbit, parafrázoval Ivana Hlinku tím, že porobený národ nevítězí a je odsouzen k tomu, že jednou špatně skončí, označil svou cestu jako důležitou pro prosperitu a řekl: „Buď budeme držet své hodnoty a principy, nebo budeme počítat groše. Pokud pojedu na Tchaj-wan, tak se přikláním k tomu, abychom dodržovali své principy a hodnoty a přestali počítat groše, protože jednou bychom mohli zjistit, že žádné nemáme.“
Vystrčilovu cestu na Tchaj-wan podpořil americký ministr zahraničí Mike Pompeo. Čína proti jeho cestě na Tchaj-wan protestovala. Vystrčil se na Tchaj-wanu setkal s tchajwanskou prezidentkou Cchaj Jing-wen, která se řadí k odpůrcům sbližování s pevninskou Čínou, tchajwanským ministrem zahraničí, předsedou vlády, předsedou parlamentu i se zástupci podnikatelů a akademické sféry. Předseda tchajwanského parlamentu Jou Si-kchun vyznamenal Miloše Vystrčila medailí za parlamentní diplomacii. Vystrčil byl za 45 let existence Legislativního dvora Tchaj-wanu prvním zahraničním ústavním činitelem, který zde pronesl projev. Zakončil ho připomenutím výroku Johna F. Kennedyho v Západním Berlíně z roku 1963 a prohlásil česky i v mandarínské čínštině „Já jsem Tchajwanec“. Celá cesta byla ostře sledována českými i zahraničními médii. Čínský ministr zahraničí v reakci na Vystrčilovu návštěvu prohlásil, že český politik překročil červenou čáru a zaplatí „vysokou cenu“. V reakci na toto vyjádření se za Vystrčila a Českou republiku postavilo Německo, Francie a slovenská prezidentka Zuzana Čaputová. 

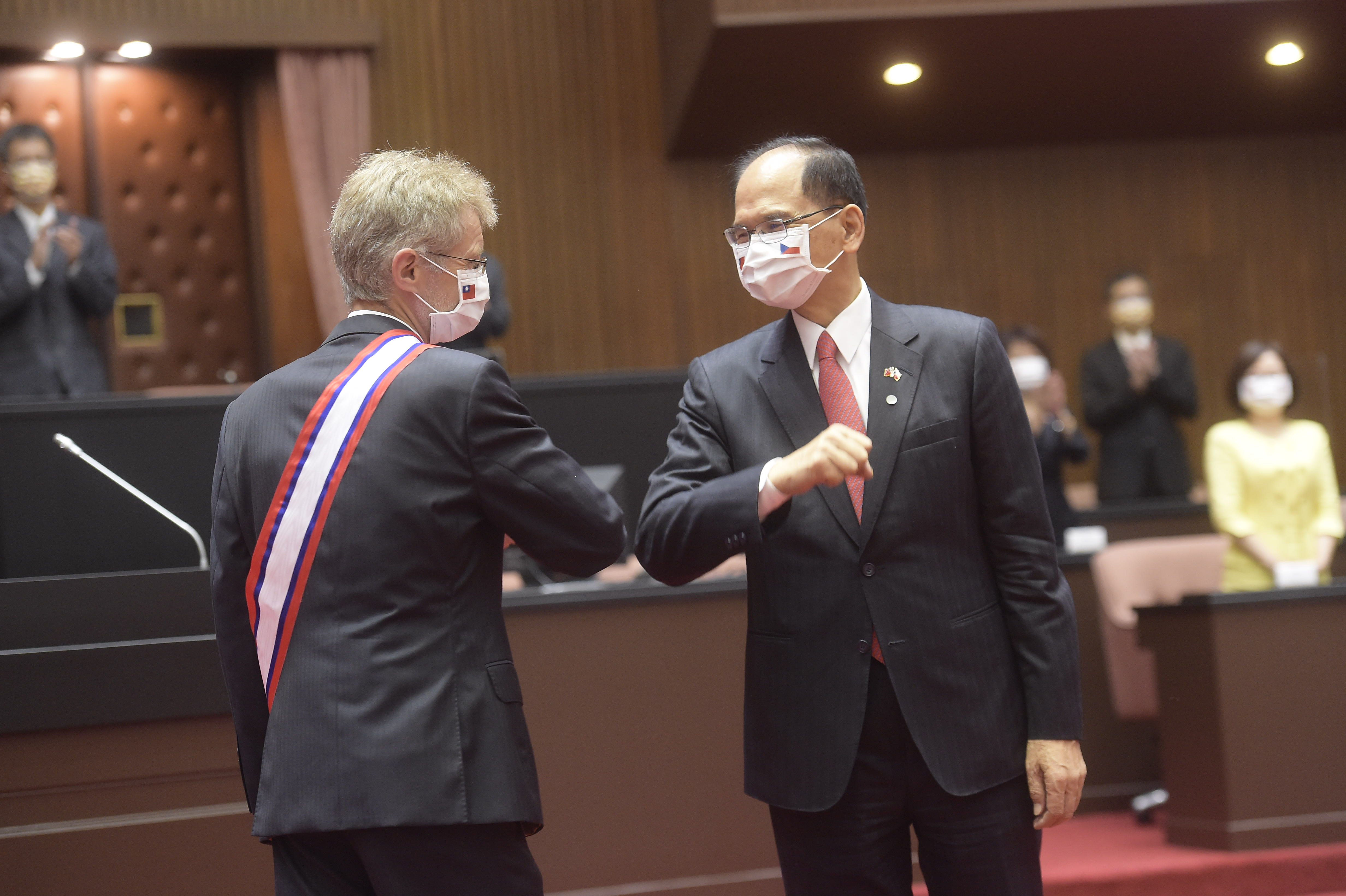
Miloš Vystrčil s předsedou tchajwanského parlamentu

Cestu zkritizoval rovněž prezident Miloš Zeman a premiér Andrej Babiš. Za Vystrčila se naopak postavila ODS, Pirátská strana, část ČSSD, KDU-ČSL, TOP09 a Starostové a nezávislí. Podpořila ho rovněž místopředsedkyně Evropské komise Věra Jourová z hnutí ANO, bývalý ministr zahraničních věcí Karel Schwarzenberg (TOP 09), manželka zesnulého předsedy Senátu Kubery Věra Kuberová, europoslanci Alexandr Vondra, Veronika Vrecionová (oba z ODS), Jiří Pospíšil, Luděk Niedermaier (oba z TOP09), Tomáš Zdechovský (KDU-ČSL), Mikuláš Peksa (Piráti) a další nebo hejtman kraje Vysočina Jiří Běhounek z ČSSD, který Vystrčila označil za čestného a pracovitého člověka, který by nikam nejel jen proto, aby se zviditelnil. Ve videu se známými českými osobnostmi ze světa umění Vystrčila podpořili rovněž například zpěvačky Marta Kubišová a Iva Pazderková, herci Václav Vydra, Hynek Čermák, Ester Janečková a Klára Cibulková, nebo režisér Václav Marhoul.

### Postoj ke školské novele (2025)
Vystrčil společně se senátory Stanislavem Balíkem, Jiřím Čunkem, Michaelem Canovem a Vladimírou Ludkovou obhajoval změny v novele školského zákona, kterou vrátili zpět k projednání Poslanecké sněmovně. V Senátu neprošlo zákaz propadání v 1. ročníku základní školy, zrušení známkování v 1. a 2. ročníku a automatický nárok na asistenta pedagoga při více než 15 žácích ve třídě. Vystrčil argumentoval tím, že více může ublížit slovo než známka. Uvedl příklad s mastnými vlasy studenta.

## Názory

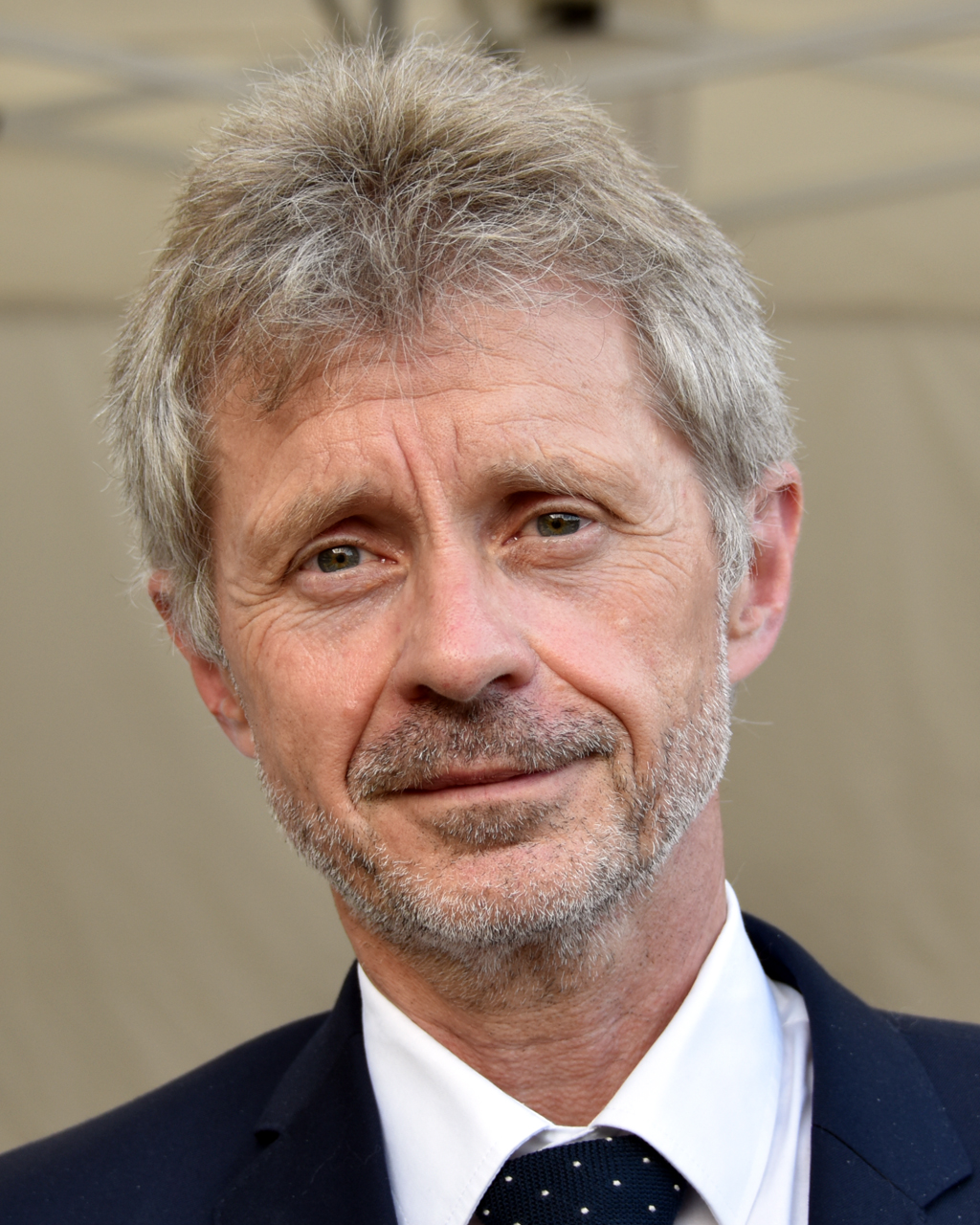
Miloš Vystrčil v roce 2021

Senát PČR Miloš Vystrčil opakovaně označuje za nejsvobodnější a nejdemokratičtější instituci v zemi.
Vystrčil kritizoval ministra zahraničí Tomáše Petříčka, ministra kultury Lubomíra Zaorálka a bývalého ministra zahraničí Karla Schwarzenberga za jejich společné prohlášení z 23. května 2020, ve kterém odsoudili plánovanou izraelskou anexi židovských osad, které Izrael od roku 1967 vybudoval na okupovaném Západním břehu Jordánu. Podle Vystrčila by se měla zajistit lepší koordinace zahraniční politiky na vládní úrovni.
V dubnu roku 2021 vystoupil s mimořádným projevem, ve kterém ostře zkritizoval premiéra Andreje Babiše za jeho způsob boje s pandemií covidu-19 a za způsob odvolání ministra zdravotnictví Jana Blatného. Způsob jeho odvolání označil za „lidský a manažerský úpadek premiéra“. K chování prezidenta Miloše Zemana řekl: „považuji za projev nejhlubšího úpadku, pokud jsou například zástupci médií nazýváni hyenami nebo ochránci naší bezpečnosti čučkaři“.
Miloš Vystrčil se hlásí k Evropské unii, je příznivcem ochrany životního prostředí a občanské společnosti. Hlásí se k odkazu Václava Havla.
Podpořil by Zelenou dohodu pro Evropu (European Green Deal), jejímž cílem je snížit emise skleníkových plynů v EU do roku 2030 o 55 % ve srovnání s rokem 1990, ale pouze za předpokladu, že jaderná energie a zemní plyn budou uznány za ekologicky čisté zdroje energie. V září 2021 uspořádal na půdě Senátu odborný seminář z názvem „New Green Deal a Fit for 55 – šance nebo hrozba?“.
V rozhovoru pro Aktuálně.cz 10. prosince 2021 sdělil, že má obavy o demokracii v Maďarsku a nahlíží na politiku maďarského premiéra Viktora Orbána s rozpaky.
26. října 2022 se v Praze zúčastnil akce na podporu LGBT+ v reakci na střelecký útok v Bratislavě. Na sociální síti X uvedl, že nenávist vůči LGBT+ je pro něj stejně nepřijatelná jako antisemitismus.
16. října 2023 vyslovil spokojenost z úspěchu polských opozičních aliancí (tj. Občanská platforma, Třetí cesta a Levice) v parlamentních volbách. To vyvolalo kontroverzi, protože se ODS nachází ve stejné frakci EP jako PiS.
Podpořil všechny izraelské vojenské aktivity vedoucí ke zničení Hamásu v Pásmu Gazy a upozornil, že Hamás má „pod nemocnicemi v Gaze úkryty“, „včetně zbraňových systémů nebo výbušnin“, a je proto těžké vyhnout se útokům na nemocnice. Kritizoval žádost hlavního žalobce Mezinárodního trestního soudu (ICC) v Haagu z května 2024 o vydání zatykače na izraelského premiéra Benjamina Netanjahua a ministra obrany Joa’va Galanta kvůli izraelským válečným zločinům v Gaze.

## Citáty
| „                                                                       | Buď budeme držet své hodnoty a principy, nebo budeme počítat groše. Pokud pojedu na Tchaj-wan, tak se přikláním k tomu, abychom dodržovali své principy a hodnoty a přestali počítat groše, protože jednou bychom mohli zjistit, že žádné nemáme. | “ |
| — Komentář Miloše Vystrčila k plánu cesty na Tchaj-wan, 9. června 2020. | |   |

| „                                                                                     | Když přestaneme dodržovat léty prověřené demokratické principy, povede to jedině k chaosu a úpadku. Prosím, zkusme porazit tu lež, nenávist a nectnost. | “ |
| — Miloš Vystrčil o aktuální politické situaci během pandemie covidu-19, 8. dubna 2021 | |   |

## Rodina
Miloš Vystrčil je ženatý s Ivanou Vystrčilovou a má dvě dcery. Jeho prapradědem je telčský průmyslník a výrobce hasičských stříkaček Josef Vystrčil.